# کلاته شیخ (خوسف)
کلاته شیخ یک روستا در ایران است که در شهرستان خوسف واقع شده‌است.